# كأس ألبانيا 1979–80
كأس ألبانيا 1979–80 (بالألبانية: Kupa e Republikës 1979-80‏) هو موسم من كأس ألبانيا. أشرف على تنظيمه اتحاد ألبانيا لكرة القدم، وفاز فيه بارتيزاني تيرانا.